# هوبير كلاوسنر
هوبير كلاوسنر (بالألمانية: Hubert Klausner)‏ (1 نوفمبر 1892 - 12 فبراير 1939) ضابطًا نمساويًا وسياسيًا نازيًا. شغل منصب غاولايتر لرايخسجاو كارنتن وLandeshauptmann (رئيس الوزراء) في كيرنتن في 1938-1939.